# Tordehumos
Tordehumos es una localidad y municipio español de la provincia de Valladolid en la comunidad de Castilla y León.

## Historia
Sus orígenes se remontan a la época vaccea tal y como atestiguan diversos restos arqueológicos encontrados alrededor del castillo. En el interior del castillo se ha llegado a encontrar tégulas romanas y en la ladera cerámicas celtibéricas, a los pies de la muralla se encontraron algunas monedas romanas y un denario entregado al Museo Arqueológico de Valladolid, fechable entre el 133 a C. y el 126 a C.
Los primeros documentos escritos sobre Tordehumos se remontan al siglo X, pues una escritura fechada en el año 974 en la ciudad de Astorga, menciona Oter de Fumos, refiriéndose a la localidad de Tordehumos.
El día 20 de abril de 1194 se firmó en el municipio el Tratado de Tordehumos, que puso término a la guerra que mantenían los reyes Alfonso VIII de Castilla y Alfonso IX de León, padre este último de Fernando III el Santo.
Durante la Edad Media estaba integrada en la Merindad del Infantazgo de Valladolid (en castellano antiguo citada como: Meryndat del Infantadgo de Ualladolid) una división administrativa de la Corona de Castilla, cuya descripción figura en el libro Becerro de las Behetrías de Castilla, redactado por las Cortes de Valladolid de 1351, cuando el estamento de los hidalgos solicitó al rey Pedro I la desaparición de las behetrías mediante su conversión en tierras solariegas.

## Geografía humana

### Demografía
Cuenta con una población de 375 habitantes (INE 2024).
| Gráfica de evolución demográfica de Tordehumos entre 1842 y 2021                                                      |
| |
| Población de derecho según los censos de población del INE. Población de hecho según los censos de población del INE. |

| 576                       | 569 | 569 | 558 | 535 | 528 | 523 | 510 | 503 | 496 | 468 | 438 | 441 | 375 |
| (Fuente: INE [Consultar]) |     |     |     |     |     |     |     |     |     |     |     |     |     |

NOTA: La cifra de 1996 está referida a 1 de mayo y el resto a 1 de enero.

## Administración y política
| Periodo   | Nombre                                                              | Partido |
| --------- | ------------------------------------------------------------------- | ------- |
| 1983-1987 | Teodosio Ayala Lobato                                               | PP      |
| 1987-1991 | Modesto Argüello Trigo                                              | PSOE    |
| 1991-1995 | Modesto Argüello Trigo                                              | PSOE    |
| 1995-1999 | Modesto Argüello Trigo                                              | PSOE    |
| 1999-2003 | Modesto Argüello Trigo                                              | PSOE    |
| 2003-2007 | Mª Antonia Olea Cartón                                              | PSOE    |
| 2007-2011 | Modesto Argüello Trigo                                              | PSOE    |
| 2011-2015 | 2011-2012 Modesto Argüello Trigo 2012-2015 Emilio - J. Álvarez Olea | PSOE PP |
| 2015-2019 | Agapito Bravo Guerra                                                | PP      |
| 2019-2023 | Agapito Bravo Guerra                                                | PP      |
| 2023-act. | Agapito Bravo Guerra                                                | PP      |

## Patrimonio
- Iglesia de Santa María la Sagrada: Construida en el siglo XVI, posee un espléndido retablo renacentista atribuido a Juan Ortiz el Viejo en lo escultórico y a Juan de Villoldo, quien se cita en 1544 contratando la pintura en colaboración con Cristóbal de Herrera.
- Iglesia de Santiago: De importante influencia mudéjar, alberga un retablo de principios del siglo XVII.
- Castillo de Tordehumos: Ligado a la presencia de Alfonso VIII, solo quedan algunos vestigios.
- Ecomuseo Tierra del Sequillo.

|                                    |
| Iglesia de Santa María la Sagrada. |

|                      |
| Iglesia de Santiago. |

|                        |
| Iglesia de San Miguel. |

|           |
| Castillo. |

## Cultura

### Patrimonio inmaterial
- 2 de febrero: Fiestas patronales en honor a la Virgen de las Candelas, con sus tradicionales carreras de cintas a caballo.
- 25 de abril: San Marcos. Romería hasta la ermita del Santo Cristo de la Vega. Bendición de campos y merienda popular.
- Penúltimo fin de Semana de agosto: Mercado Artesanal de la Tierra de Campos (feria de artesanía y folclore).
- 14 de septiembre: Fiestas patronales en honor al Santo Cristo de la Vega, con animación de peñas, verbenas, encuentros gastronómicos y encierro de reses bravas por el campo.

## Personas notables
Entre las personas más reconocidas nacidas en Tordehumos encontramos a Luis-Tomás Melgar Gil, periodista, guionista y director de televisión, y a Pedro Peña Allén, actor principalmente conocido por su papel en la serie de los 90 Médico de familia.